# Булут, Керем
Керем Булут (англ. Kerem Bulut; 3 февраля 1992, Сидней, Австралия) — австралийский футболист, нападающий турецкого происхождения.

## Клубная карьера
Булут — воспитанник клубов «Сидней» и чешского «Млада-Болеслав». 18 июля 2010 года в матче против «Усти-над-Лабем» он дебютировал в чемпионате Чехии. 8 августа в поединке против «Пршибрам» Керем забил свой первый гол за команду. В 2011 году он помог клубу завоевать Кубок Чехии.
В 2013 году Булут перешёл в турецкий «Акхисар Беледиеспор». 21 января в матче против «Эскишехирспора» он дебютировал в турецкой Суперлиге. Вторую половину сезона Керем провёл в клубе первого турецкого дивизиона «Каршияка».
В начале 2015 года Булут вернулся в Австралию, подписав контракт с «Уэстерн Сидней Уондерерс».
Летом 2015 года Булут подписал трёхлетний контракт с клубом греческой Суперлиги «Ираклис».
Летом 2016 года Булут вернулся в «Уэстерн Сидней Уондерерс», подписав двухлетний контракт.
В октябре 2018 года Булут был дисквалифицирован на четыре года за употребление кокаина.

## Международная карьера
В 2010 году в составе молодёжной сборной Австралии Керем выиграл молодёжный кубок Азии и с 7 мячами стал его лучшим бомбардиром. В 2011 году Булут принял участие в молодёжном чемпионате мира в Колумбии. На турнире он сыграл в матчах против команд Эквадора, Коста-Рики и Испании.

## Достижения
«Млада-Болеслав»
- Обладатель Кубка Чехии — 2010/2011

 Австралия (до 20)
- Молодёжный кубок Азии — 2010